# José Guardiola (Schauspieler)
José García Guardiola (meist nur als José Guardiola geführt, * 7. Dezember 1921 in Jumilla; † 10. Mai 1988 in Madrid) war ein spanischer Synchronsprecher und Schauspieler.

## Leben
Guardiola war einer der bekanntesten Synchronsprecher seines Heimatlandes, der für zahllose Filme engagiert wurde; neben vielen Banditen- und Ganovenrollen war er oftmals die Stimme von Anthony Quinn, Humphrey Bogart, Burt Lancaster und Charlton Heston.
Daneben war er als Schauspieler in über vierzig Filmen zu sehen; er arbeitete neben anderen mit Luis García Berlanga und Antonio del Amo und drehte in Spanien, Ägypten, Frankreich und Marokko.

## Filmografie
- 1957: Der Sohn des Scheik (Los amantes del desierto)
- 1958: Die Sklavenkarawane
- 1964: Höllenfahrt nach Golden City (Fuerte perdido)
- 1964: Relevo para un pistolero
- 1965: Blei ist sein Lohn (Ocaso de un pistolero)
- 1966: Django, der Rächer (Texas addio)
- 1969: 1944 – Die Brücke über die Elbe (No importa morir)
- 1969: Um sie war der Hauch des Todes (Los desesperados)